# ایلون-لو-ژان
ایلون-لو-ژان (به فرانسوی: Aillon-le-Jeune) یک کمون در فرانسه است که در Canton of Le Châtelard واقع شده‌است.

## خصوصیات
ایلون-لو-ژان ۳۴٫۰۹ کیلومترمربع مساحت و ۴۳۳ نفر جمعیت دارد.